# Majesty (Ghost)
Majesty è una canzone del gruppo rock svedese Ghost . La traccia è stata pubblicata come terzo singolo dal terzo album in studio del gruppo Meliora .

## Descrizione
Parlando di Majesty, un Ghoul disse: "Dal punto di vista dei testi, è da un lato un inno sull'oscuro signore degli inferi. D'altra parte dipinge l'immagine di uno sciame di persone, che in un mondo di completo disastro, idolatra un'autorità che li guarda chiaramente dall'alto in basso. Come amare qualcosa che ti odia." 

## Formazione
- Papa Emeritus III - voce
- Nameless Ghouls - tutti gli strumenti: chitarra solista, basso, tastiera, batteria, chitarra ritmica